# Strumpfia
Strumpfia  es un género monotípico de plantas con flores perteneciente a la familia de las rubiáceas. Incluye una sola especie: Strumpfia maritima Jacq. (1760).
Es nativo del sur de Florida hasta el norte de Venezuela.

## Taxonomía
El género fue descrito por el médico, biólogo y botánico holandés; Nikolaus Joseph von Jacquin y publicado en Enumeratio Systematica Plantarum, quas in insulis Caribaeis 28, en el año 1760.

## Etimología
Strumpfia fue nombrado en honor de Christopher Strumpf , profesor de química y botánica en el Ayuntamiento de Magdeburgo  y editor de Genera Plantarum de Linneo.